# 茅店戰鬥
茅店戰鬥發生於1933年3月5日，地點則是在中國江西贛縣。是國共內戰前期主要戰鬥之一，交戰一方為中華民國國民革命軍，另一方則為中國共產黨所領導之中國工農紅軍。戰鬥末了，紅軍撤守江西贛縣據點。